# Willi Strinz
Willi Eugen Strinz (* 27. Februar 1908 in Pforzheim; † 9. August 1988 in Bietigheim) war ein deutscher Widerstandskämpfer gegen den Nationalsozialismus. Er war einer der Organisatoren des Roten Stoßtrupps.

## Leben
Nach dem Besuch der Volksschule wurde Willi Strinz zum Schmied und Schlosser ausgebildet. Zunächst gehörte er der Bismarckjugend an, wurde dann jedoch 1928 SPD-Mitglied und 1932 auch Mitglied des Reichsbanners. In Berlin studierte er an der Deutschen Hochschule für Politik, dort schloss er 1933 mit Diplom ab. 1933 wurde er Gründungsmitglied des Roten Stoßtrupps und war dort Organisator für Berlin-Mitte. Er wurde als Kurier eingesetzt und reiste mehrfach nach Prag, um sich mit den Führungskräften der Sopade zu treffen. Kontakte hatte er zu Siegmund Crummenerl, Otto Wels und Wilhelm Sander. Auch traf er sich in Pirmasens mit Elfriede Zimmermann.
Am 28. November 1933 wurde er in der Wohnung von Karl Zinn festgenommen. Anschließend wurde er gefoltert und in Untersuchungshaft im Zellengefängnis Lehrter Straße genommen. Aus der Haft versuchte er per Kassiber Willi Schwarz vor seiner drohenden Verhaftung zu warnen, was dieser aber ignorierte.
Strinz versuchte unmittelbar vor der Verhandlung den Richter durch ein Rechtfertigungsschreiben milde zu stimmen. Mit einer Haftstrafe von sieben Jahren erhielt er jedoch stattdessen eine der Höchststrafen in den Prozessen gegen den Roten Stoßtrupps. Er verbüßte seine Strafe sowohl in der Haftanstalt von Luckau als auch in verschiedenen Arbeitslagern ab. Ende 1940 wurde er zwei Monate vorzeitig aus der Haft entlassen. Strinz richtete anschließend einen Gnadengesuch an Adolf Hitler persönlich. Mit dem Schreiben, in dem er sich zum Antisemitismus bekannte, versuchte er seine Wehrfähigkeit wiederherzustellen. Zusätzlich wurde er Mitglied in der DAF und in der Nationalsozialistischen Volkswohlfahrt. Ende 1943 wurde ihm seine Reststrafe erlassen.
Nach dem Zweiten Weltkrieg wurde er erneut SPD-Mitglied und war von 1945 bis 1948 Bürgermeister in Bietigheim. Anschließend gründete er eine Wäscherei.